# SPAM (televisieprogramma)
SPAM is een satirisch nieuwsprogramma dat in het voorjaar van 2008 uitgezonden werd op Canvas. Het werd gepresenteerd door Sofie Lemaire. De producent is Patrick De Witte. Ook Kamagurka, Bert Gabriëls en Gunter Lamoot leverden bijdragen.
De presentatoren deden alsof ze een echte journalistieke nieuwsuitzending maakten, maar alle berichten waren fictief.

## Bron
- http://www.tv-visie.be/nieuws/belgie/nieuw-satirisch-magazine-op-canvas-spam_19947/